# Ro-31
Ro-31 (яп. 呂号第三十一潜水艦) — підводний човен Імперського флоту Японії.
Корабель, що належав до типу Kaichū V, заклали у 1921-му як «Підводний човен № 70» (第七十潜水艦), а наприкінці серпня 1923-го він уже проходив останній етап добудови. 21 серпня під час випробувань у Внутрішньому Японському морі човен прямував із відкритими люками, коли його захлиснуло хвилею від іншого судна. Невдалі дії команди призвели до втрати контролю та затоплення «Підводного човна № 70», разом з яким загинуло 88 осіб, включаючи 42 робітників верфі. 24 жовтня 1924-го корабель підняли та призначили на розбирання, при цьому за місяць на стапелі заклали новий об'єкт з тим же індексом, у спорудженні якого використали елементи попереднього човна. 10 травня 1927-го корабель нарешті увійшов у стрій і того ж дня отримав назву Ro-31 (в листопаді 1924-го у Імперському флоті змінили систему найменувань для підводних човнів, перейшовши від суцільного списку номерних позначень до їх розподілу на три ранги).
Після завершення Ro-31 підпорядкували військово-морському округу Сасебо, а з 15 листопада 1934-го, включили до складу 25-ї дивізії підводних човнів, що належала до того ж округу. 15 грудня 1938-го Ro-31 перевели в резерв 4-го ступеня, де він перебував до 9 лютого 1942-го. Після цього човен вивели зі складу 25-ї дивізії (останню менш ніж за два місяці взагалі розформували) і далі він підпорядковувався військово-морському округу Куре (із перервою між 14 липня 1942 та 15 січня 1943, коли корабель належав військово-морському округу Йокосука). З 31 січня 1944-го Ro-31 знову вивели у резерв 4-ї черги.
25 травня 1945-го човен виключили зі списків ВМФ. У вересні після капітуляції Японії його корпус потрапив під контроль союзників, а 5 квітня був затоплений у Східнокитайському морі.